# Saaluncifera uncinata
Saaluncifera uncinata är en fjärilsart som beskrevs av Saalmüller 1891. Saaluncifera uncinata ingår i släktet Saaluncifera och familjen nattflyn. Inga underarter finns listade.